# Gütenland
Gütenland ist ein Ortsteil der Stadt  Neunburg vorm Wald im Landkreis Schwandorf in Bayern.

## Geographie
Gütenland liegt circa sechs Kilometer östlich von Neunburg vorm Wald südlich des Eixendorfer Sees.

## Geschichte
Der Name Gütenland leitet sich vom Namen des einstigen Besitzers Guotilo ab. Der Ort wurde am 28. April 1017 als Gǒtilinlant in einer in Ingelheim ausgestellten Schenkungsurkunde von Kaiser Heinrich II. an das Erzbistum Bamberg erstmals urkundlich erwähnt. Damals kamen mit Gütenland eine Reihe weiterer Orte im Nordgau an das am 1. Januar 1007 aus Teilen von Würzburg und Bamberg geschaffene Bistum.
Am 23. März 1913 war Gütenland Teil der Pfarrei Seebarn, bestand aus 12 Häusern und zählte 68 Einwohner.
Am 31. Dezember 1990 hatte Gütenland 82 Einwohner und gehörte zur Pfarrei Seebarn.

## Kultur und Sehenswürdigkeiten
Zu den zwei Steinkreuzen nahe der Straße nach Neunburg vorm Wald gibt es verschiedene Geschichten. Eine berichtet, dass sich einst ein Förster und ein Wilderer hier erschossen hätten. Eine andere weiß von zwei Bauernburschen, die sich im Streit um ein Mädchen an dieser Stelle gegenseitig erschossen haben.